# Androsace flavescens
Androsace flavescens là một loài thực vật có hoa trong họ Anh thảo. Loài này được Maxim. mô tả khoa học đầu tiên năm 1888.